# Arecales
Arecales Bromhead è un ordine di angiosperme monocotiledoni del clade dei commelinidi.

## Tassonomia
In passato quest'ordine era denominato "Principes" e, con questo nome, figurava sia nel Sistema Engler, sia nel successivo Sistema Kubitzki. Con le nuove convenzioni di nomenclatura botanica dettate dall'ICBN, l'ordine fu rinominato nell'odierno Arecales (da Areca, il nome del genere tipo).
Il Sistema Cronquist (1981) attribuisce all'ordine Areacales una sola famiglia: le Arecacee, comunemente note come palme, e questa suddivisione monotipica viene confermata anche dalle prime versioni della classificazione APG (APG 1998, APG II 2003 e APG III 2009).
La classificazione APG IV, basandosi su evidenze filogenetiche molecolari che identificano le Dasypogonaceae come sister group delle Arecaceae, le colloca anche questa famiglia nell'ordine Arecales.
L'ordine comprende pertanto due famiglie:
- Arecaceae Bercht. & J.Presl ( = Palmae Juss., nom. cons.)
- Dasypogonaceae Dumort.